# Celaena unicolor
Celaena unicolor är en fjärilsart som beskrevs av Barend J. Lempke 1965. Celaena unicolor ingår i släktet Celaena och familjen nattflyn. Inga underarter finns listade i Catalogue of Life.